# Annie Hutton Numbers

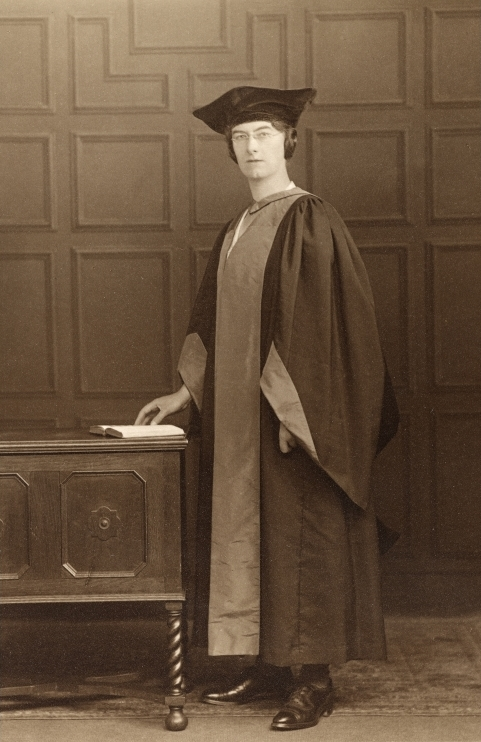
Annie Numbers, um 1920

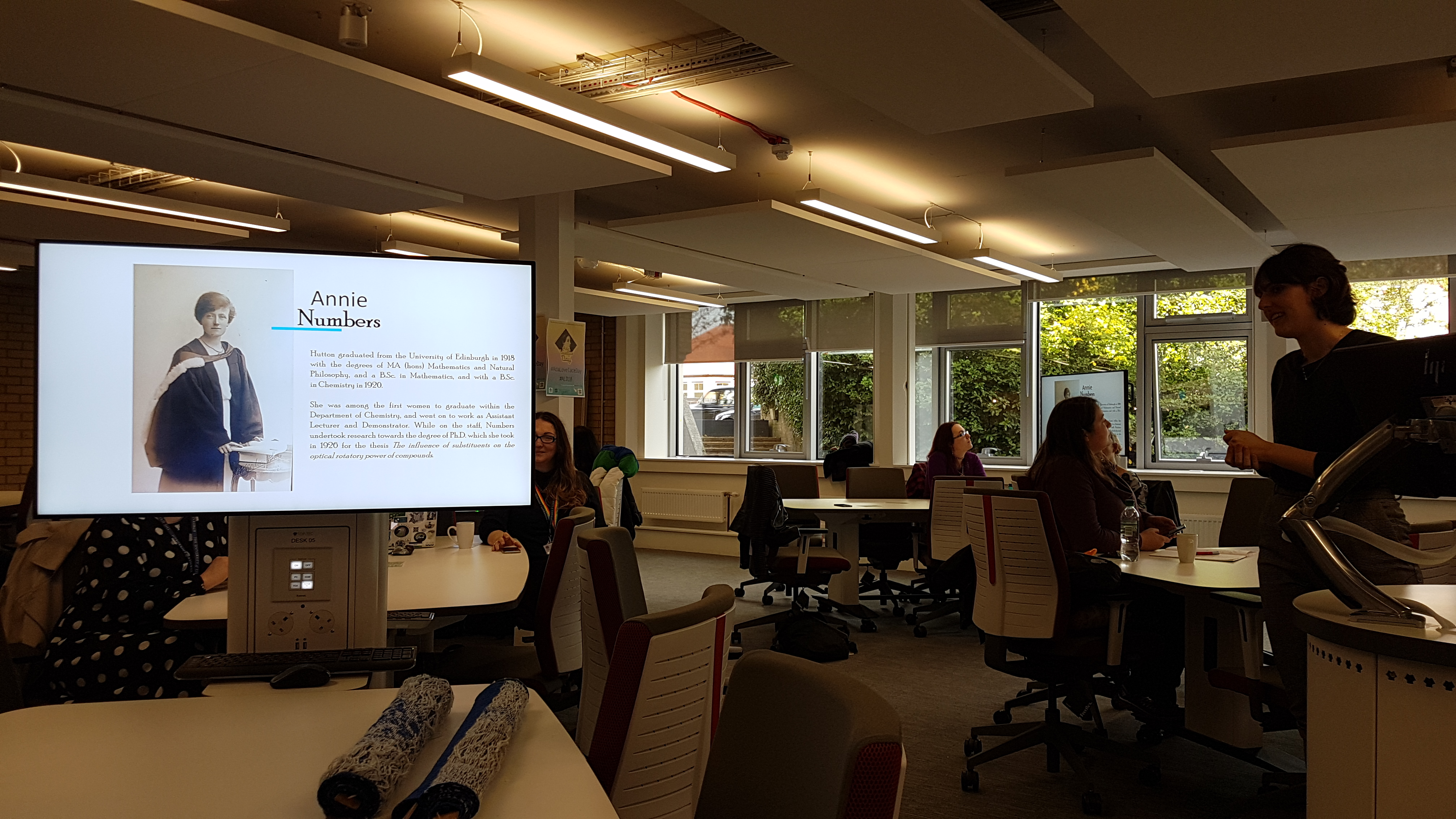
Vortrag von Francesca Vavotici über Annie Hutton Numbers am 9. Oktober 2018 auf der Veranstaltung zum Ada Lovelace Day der Universität von Edinburgh

Annie Hutton Numbers (* 6. März 1897 in Edinburgh, Schottland; † 10. April 1988 in High Wycombe, Königreich Großbritannien) war eine schottische Mathematikerin und Chemikerin.

## Leben und Werk
Annie Hutton Numbers war die ältere der Töchter des Tischlers Alexander A. Numbers und seiner Frau Maggie Numbers. Sie erhielt ihre Schulausbildung an der James Gillespie High School und am Mary Erskine’s College. Anschließend studierte sie ab 1914 an der Universität von Edinburgh, wo sie 1918 den Master of Arts (hons) in Mathematik und Naturphilosophie erhielt. 1920 erwarb sie den Bachelor of Science in Chemie und Mathematik. Sie wurde 1926 in Chemie mit der Dissertation The Influence of Substituents on the Optical Rotatory Power of Compounds promoviert.
Von 1926 bis 1928 war sie Mitautorin bei einer Reihe von Artikeln, die im Journal of the Chemical Society veröffentlicht wurden. Am Department of Chemistry der Universität von Edinburgh wurde sie nach kurzer Lehrtätigkeit zur Dozentin und Demonstratorin ernannt. Nach 1930 wurde sie Lehrerin in Ipswich und dann in High Wycombe. Nach nur wenigen Jahren erreichte sie den Status einer Senior Science Mistress. Sie ging 1965 in den Ruhestand.
Sie trat 1917 der Edinburgh Mathematical Society bei und blieb rund 16 Jahre Mitglied. Sie starb am 10. April 1988.
An der Universität von Edinburgh wurde 2019 ihr zu Ehren ein Raum benannt.